# Kirkby-in-Ashfield
Kirkby-in-Ashfield este un oraș în comitatul Nottinghamshire, regiunea East Midlands, Anglia. Orașul se află în districtul Ashfield a cărui reședință este.